# Arttu Brummer
Kaarle Arttu Brummer, född 10 maj 1891 i Tavastehus, död 4 mars 1951 i Helsingfors, var en finländsk formgivare, författare, kritiker och lärare. Han var gift första gången 1921–1923 med konstmålaren och textilkonstnären Eva Anttila och andra gången från 1926 med textilkonstnären Eva Brummer, född Martio. Han anses ha haft en avgörande inverkan på finländsk konstindustri från 1910-talet och fram till sin död.
Efter att ha avslutat sin utbildning till möbelformgivare i Helsingfors 1913 etablerade Arttu Brummer ett eget inredningsföretag. Han ritade möbler  för privatkunder, men utförde också uppdrag inom den offentliga sektorn. Bland hans offentliga uppdrag kan nämnas inredningen av Riksdagshuset i Helsingfors 1930, huvudbyggnaden vid Helsingfors universitet 1936-1939 och Posthuset 1938. Hans stil var funktionalistisk.
Han ägnade sig alltmer åt formgivning av glas efter att ha vunnit första priset i en tävling utlyst av glasbruket Karhula-Iittala. Han skapade senare glas för Riihimäki glasbruk, ett samarbete som fortgick fram till hans död. 1919 deltog han i en tävling i Riihimäki glasbruks regi och vann då över sin tidigare elev Timo Sarpaneva.
Från år 1919 och fram till sin död var Arttu Brummer lärare i flera olika ämnen vid Centralskolan för konstflit i Helsingfors, från 1949 kallat Konstindustriella läroverket. Han var också skolans konstnärlige ledare från 1944. Arttu Brummer anses ha haft en avgörande betydelse för de finska formgivarnas framgångar på 1950-talet. Kaj Franck, Gunnel Nyman, Tapio Wirkkala och Timo Sarpaneva är några av hans namnkunniga elever.
Han var intendent för Konstindustriella museet under ett tjugotal år och ingick också i ledningen för Industrikonstförbundet Ornamo, och Finska handarbetets vänner.
Arttu Brunner avled under förberedelserna för Milanotriennalen 1951 och fick därmed inte uppleva sina tidigare elevers genombrott.